# Asperner Friedhof
Der Asperner Friedhof ist ein Friedhof im Bezirksteil Aspern des 22. Wiener Gemeindebezirks Donaustadt. Der Eingang befindet sich in der Langobardenstraße 180. 
Der heutige Asperner Friedhof wurde 1892 eröffnet und wird im Auftrag der Friedhöfe Wien GmbH von der Karin Göschl Grab & Gartengestaltung GmbH verwaltet. Er hat eine Fläche von knapp 90.000 m² und beherbergt über 6.200 Grabstellen. Nach mehreren Erweiterungen verfügt er heute über ausreichend freien Platz für künftige Grabstätten. 
Der heutige Asperner Friedhof ist Nachfolger des bis 1892 als Begräbnisstätte genutzten Kirchhofs der Asperner Pfarrkirche Sankt Martin. Einige Grabsteine des ursprünglichen Friedhofs befinden sich an der nördlichen Mauer der Pfarrkirche, auch Teile der alten Friedhofsmauer sind noch erhalten geblieben. 

## Geschichte

### Kirchhof der Martinskirche

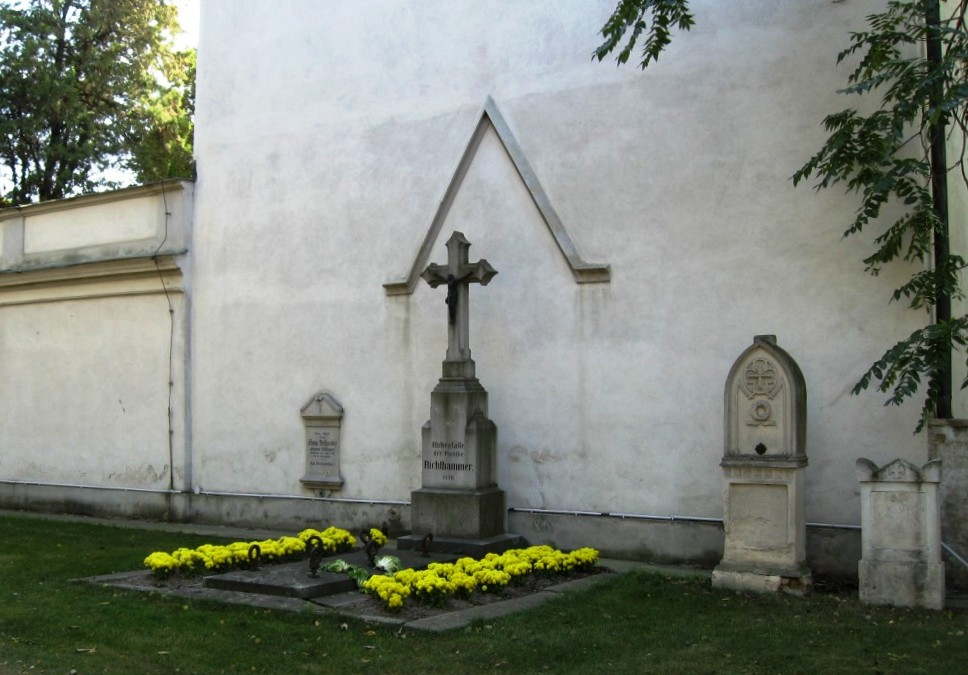
Grabsteine des alten Asperner Friedhofs an der Mauer der Pfarrkirche

Der ursprüngliche, Ende des 17. Jahrhunderts angelegte Friedhof des damaligen Wiener Vorortes Aspern umgab in Form eines Kirchhofs die Pfarrkirche Sankt Martin und hatte eine Erweiterung südlich der Kirche. Zur Erinnerung an die Pestepidemie von 1679 wurde eine Kapelle errichtet, die 1706 von der neu gegründeten Bruderschaft des heiligen Sebastian übernommen wurde. Nachdem die Bruderschaft 1783 von Kaiser Joseph II. aufgelöst wurde, diente die Sebastiani-Kapelle als Beinhaus.
Am 21. und 22. Mai 1809 war der Friedhof wichtiger Schauplatz der Schlacht bei Aspern, bei der die Truppen von Napoléon Bonaparte eine schwere Niederlage erlitten. Da die Friedhofsmauer Deckung bot und die Kirche auf einem Hügel gelegen war und über einen hohen Turm verfügte, wurde das Areal mehrmals von französischen Einheiten besetzt, die aber jedes Mal kurz darauf wieder zurückgedrängt werden konnten. Um eine neuerliche Besetzung durch die Franzosen zu verhindern, ließ Feldmarschall-Leutnant Freiherr von Hiller schließlich die Mauer niederreißen und die Kirche anzünden. Nach Abzug der Truppen bot der Friedhof, wie auch der Rest von Aspern, ein Bild der Verwüstung. Heute erinnern eine Gedenktafel und ein Obelisk an die rund 3000 gefallenen Soldaten der napoleonischen Armee, die allerdings nicht hier, sondern in der Lobau ihre letzte Ruhe gefunden haben.
Nach der Errichtung einer neuen Friedhofsmauer im Jahr 1813 und des Wiederaufbaus der zerstörten Kirche im Jahr darauf erfolgte 1822 eine Erweiterung des Friedhofs, durch die nun auch das Beinhaus in das Friedhofsareal eingeschlossen wurde. Da Ende des 19. Jahrhunderts der Platz auf dem alten Friedhof knapp wurde, entstand 1892 jenseits der Langobardenstraße der neue Friedhof. 

### Asperner Friedhof seit 1892

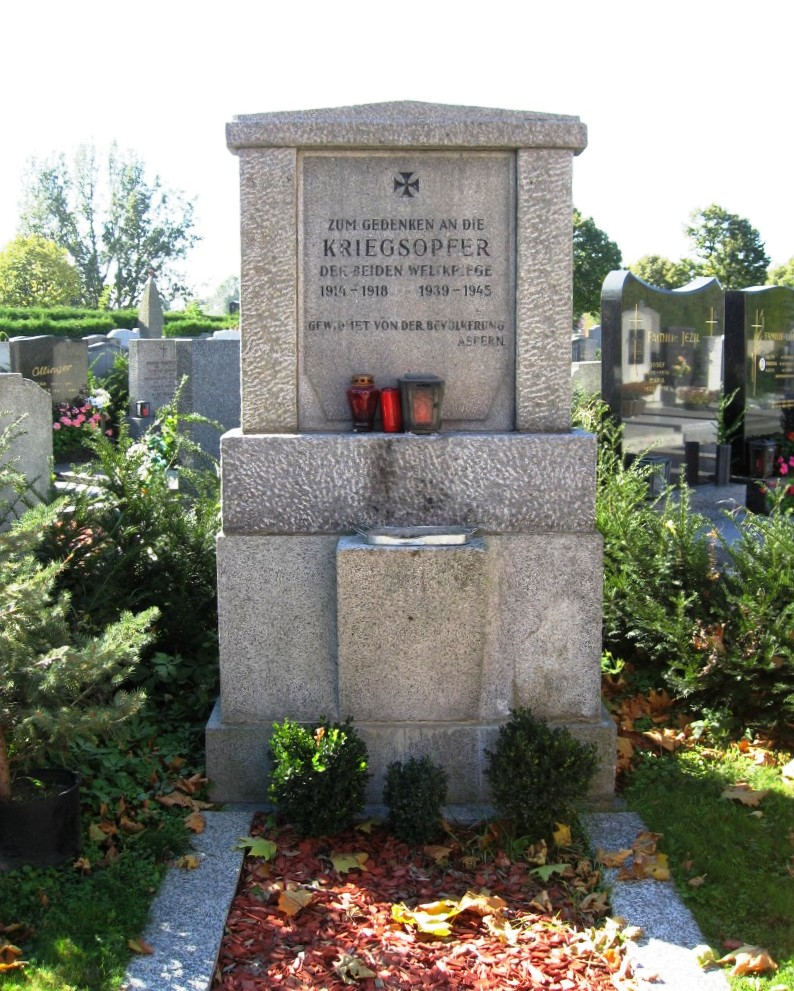
Gedenkstein für die Opfer der beiden Weltkriege

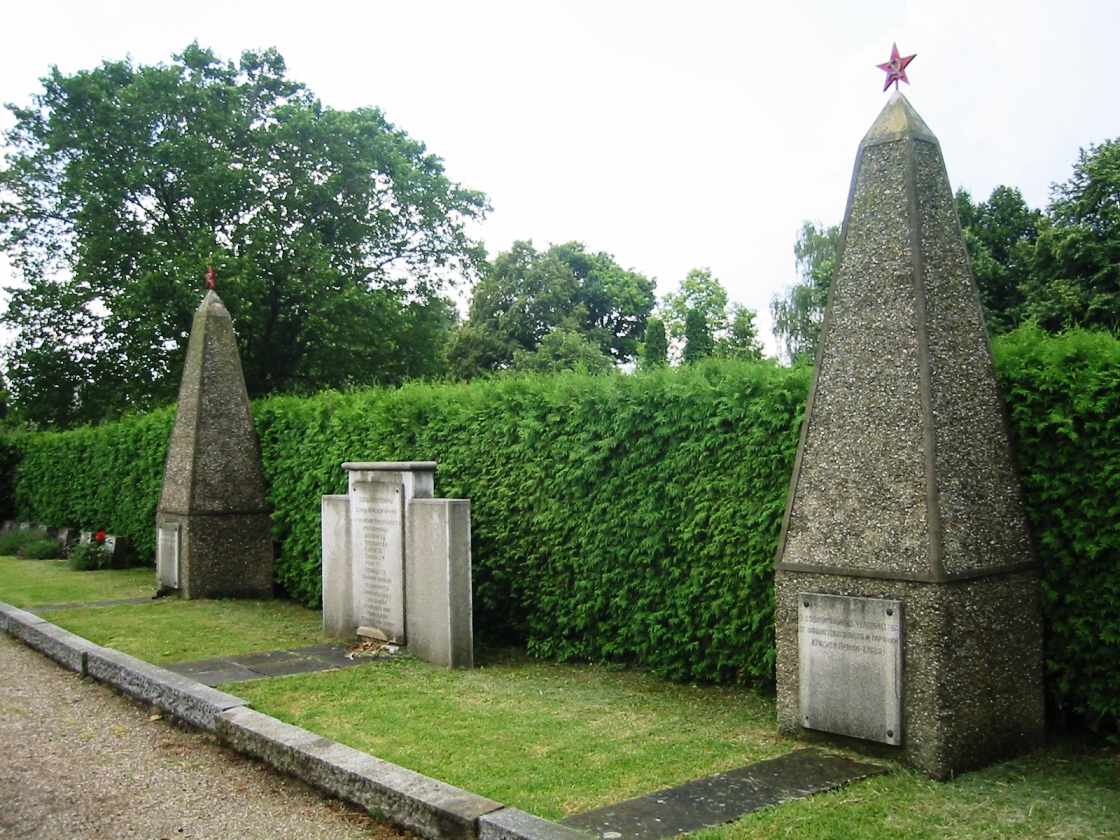
Gedenkstein für die sowjetischen Armeeangehörigen

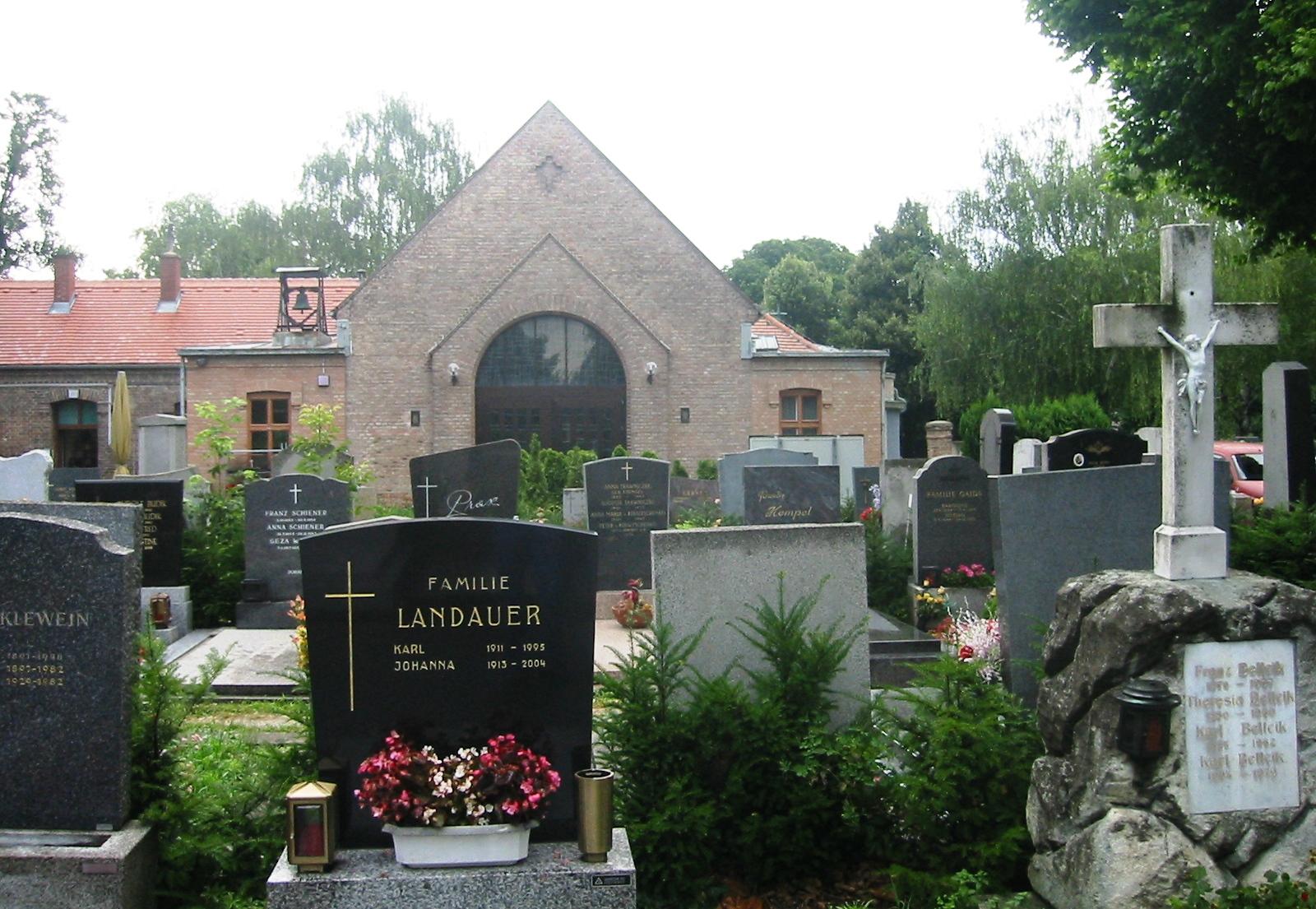
Aufbahrungshalle

Der heutige Asperner Friedhof entstand 1892 südlich der Langobardenstraße auf dem Areal des so genannten Krautgartens. Die 1829 errichtete Statue „Der Auferstandene“ blieb allerdings auf dem Kirchhof der Martinskirche zurück, was die wohlhabende Asperner Familie Patron veranlasste, dem noch relativ schmucklosen neuen Friedhof südlich der Langobardenstraße ein markantes christliches Symbol zu spenden. Das Patronkreuz genannte große Steinkreuz wurde 1898 errichtet und befand sich zu diesem Zeitpunkt am Ende des Hauptganges, wurde aber im Zuge einer Erweiterung des Areals versetzt.
Von 1929 bis 1931 wurde nach einer Erweiterung des Friedhofsgeländes zur Langobardenstraße hin links und rechts vom nach außen versetzten Eingangstor ein Urnenhain angelegt. In dessen Mitte entstand eine Urnennischenanlage, die in die Errichtung einer runden Einsegnungskapelle von 1936 bis 1937 mit einbezogen wurde.
Kurz nach Ende des Zweiten Weltkrieges errichtete der Asperner Totengräber Leopold Rischer einen Grabhügel mit Holzkreuz und Stahlhelm „Für die Kriegsopfer“, wie auf einer befestigten Tafel zu lesen war. Die 1949 beschlossene Errichtung einer würdigeren Gedenkstätte verzögerte sich bis 1951, da Komplikationen mit der sowjetischen Besatzungsmacht befürchtet wurden. Das am 1. November 1951 feierlich enthüllte Grabdenkmal ist den Kriegsopfern der beiden Weltkriege gewidmet und befindet sich gegenüber der Aufbahrungshalle. Als weitere Gedenkstätte erinnert ein von 1945 bis 1955 für Beisetzungen genutzter Soldatenfriedhof an die Gefallenen und Verstorbenen der Roten Armee. Bestattet wurden hier aber auch Zivilisten.
Als 1954 der Bezirk Donaustadt in seiner heutigen Form entstand, wurde der Asperner Friedhof zum Hauptfriedhof für die Verstorbenen des 22. Bezirks erklärt. 1960 wurde der seit 1930 nicht mehr belegte alte Friedhof in einen Park mit Kinderspielplatz umgewandelt, heute erinnert nur noch eine Steintafel an die ursprüngliche Bestimmung des Areals. In den 1960er und 1970er Jahren folgten mehrere Erweiterungen des Friedhofsgeländes, zuletzt 1973 um rund 42.000 m². Von 1976 bis 1977 erfolgte nach Entwürfen von Erich Boltenstern eine Renovierung und Umgestaltung der Ende des 19. Jahrhunderts erbauten Aufbahrungshalle, unter anderem wurde ein neuer, von Hans Robert Pippal gestalteter Flügelaltar errichtet. Da nun auch ein Urnenschrein in die Halle integriert wurde, verlor die ab 1969 zur Urnenaufbewahrung verwendete Kapelle ihre Funktion und wird seither lediglich als Geräteschuppen genutzt. 
Im Oktober 1995 wurde die Straßenbahn Linie 25 (heute: Linie 26) nach Aspern verlängert, die Endstelle befindet sich seither direkt vor dem Eingang des neuen Friedhofs, wodurch dieser nun besser an das öffentliche Verkehrsnetz angebunden ist. 2013 wurde eine im südwestlichen Teil des Friedhofs gelegene Erweiterungsfläche verkauft, nach der Umwidmung in Bauland sind hier ab Herbst 2016 Wohnhausanlagen errichtet worden, die Anfang 2018 fertiggestellt wurden.

## Grabstätten bedeutender Persönlichkeiten
| Name               | Lebensdaten | Tätigkeit             |
| ------------------ | ----------- | --------------------- |
| Ernst Frey         | 1915–1994   | Legionär              |
| Oswald Gartenmaier | 1948–2010   | Berufsgolfer          |
| Theodor Hassek     | 1929–2009   | Komponist und Musiker |
| Leopold Horacek    | 1907–1977   | Politiker             |
| Rudolf Huber       | 1924–1997   | Politiker             |
| Rudolf Köppl       | 1913–1982   | Politiker             |
| Kurt Mühlbacher    | 1925–2011   | Politiker             |
| Ferdinand Weiss    | 1933–2022   | Komponist             |